# Fittipaldi F7
La Fittipaldi F7 fu una vettura di Formula 1 impiegata nella prima parte della stagione 1980 progettata da Harvey Postlethwaite e realizzata in monoscocca d'alluminio, spinta dal tradizionale motore Ford Cosworth DFV e gommata Goodyear.

## La vettura
La F7 è stata sviluppata dalla Wolf WR7 dopo che, al termine della stagione 1979, Emerson e Wilson Fittipaldi acquistarono il materiale della Walter Wolf Racing. Oltre a ottenere i progetti della vettura e le infrastrutture della scuderia anglo-canadese, la Fittipaldi ingaggiò il capo progettista Harvey Postlethwaite, il direttore sportivo Peter Warr e il pilota finlandese Keke Rosberg. Sempre a fine 1979 lo sponsor brasiliano Copersucar lasciò il team. La Fittipaldi trovò la sponsorizzazione del produttore di birra danese Skol.

## La stagione
Venne iscritta per la prima volta al Gran Premio d'Argentina 1980 e corse sette gran premi durante la stagione, ottenendo come miglior risultato il terzo posto con Keke Rosberg nella gara argentina e di Emerson Fittipaldi a Long Beach. A causa dei mancati aggiornamenti in attesa del debutto della Fittipaldi F8, previsto per il Gran Premio del Belgio, la F7 non venne aggiornata e non fu in grado di ripetere le prestazioni di inizio stagione. Il debutto della F8 fu posticipato a causa di una crisi finanziaria in Brasile. Al Gran Premio di Gran Bretagna Fittipaldi guidò per la prima volta una F8, mentre Rosberg continuò a guidare la F7 fino al successivo Gran Premio di Germania.

## Risultati in Formula 1
| Anno | Team                 | Motore            | Gomme | Piloti     |    |    |     |     |     |    |     |    |  |  |  |  |  |  | Punti | Pos. |
| ---- | -------------------- | ----------------- | ----- | ---------- | -- | -- | --- | --- | --- | -- | --- | -- |  |  |  |  |  |  | ----- | ---- |
| 1980 | Skol Fittipaldi Team | Ford Cosworth DFV | G     | Fittipaldi | NC | 15 | 8   | 3   | Rit | 6  | Rit |    |  |  |  |  |  |  | 11    | 8º   |
| 1980 | Skol Fittipaldi Team | Ford Cosworth DFV | G     | Rosberg    | 3  | 9  | Rit | Rit | 7   | NQ | Rit | NQ |  |  |  |  |  |  | 11    | 8º   |